# Catherine Ritz
Catherine Ritz är en fransk polarforskare, geograf och klimatolog.  
Ritz har forskat om klimatförändringar och är mest känd för sitt arbete om inlandsisar och deras inverkan på havsnivåhöjningen.
Hon är senior forskare vid Frankrikes nationella centrum för vetenskaplig forskning (CNRS) och även ansluten till Université Grenoble-Alpes.
Bland Ritz mest uppmärksammade bidrag finns en artikel publicerad i den brittiska vetenskapliga tidskriften Nature i december 2015. Artikeln presenterar forskning ledd av Ritz och Tamsin Edwards, klimatforskare vid The Open University, där de skapade modeller av satellitdata för att undersöka hur en kollaps av Antarktis havsis skulle påverka de globala havsnivåerna. Forskningen visade att konsekvenserna var allvarliga, men något mindre dramatiska än tidigare studier visat.
Ritz tilldelades 2020 Seligman Crystal av International Glaciological Society för sitt arbete med en inlandsismodell och paleoklimatforskning.